# پیشینه محضرداری در ایران
محضرداری در ایران دارای جایگاهی فقهی است. هرچند باستناد قاعده «إنّما یحلّل الکلام و یحرّم الکلام» اهمیت کتابت مورد چالش قرار گرفته شده‌است و طبق این روایت فقط کلام موجب تحلیل و تحریم است و تا کلامی نباشد بیع، نقل و انتقال، تحلیل یا تحریمی صورت نمی‌پذیرد ولی این در حالی که است که در نص آیات قرآن بر کتابت تأکید فراوان شده‌است. بر اساس ادله فقه اسلامی و به ویژه فقه شیعه، کتابت حجیت داشته و آیه ۲۸۲ سوره بقره موسوم آیه تداین به صراحت اشاره به شغل محضرداری دارد.
مطالعه این نهاد برای شناخت ارتباطات حقوقی و روابط اقتصادی در جامعه ایرانی قبل از مشروطه و چگونگی ظهور نهادهای نوین حقوقی و سیاسی و پیچیدگی ساختار قدرت در جوامع سنتی همچون ایران ضروری است.

## پیش از مشروطه

### عدول
کسروی در کتاب ده سال در عدلیه می‌نویسد: در زمان خلفای عباسی چنین نهاده شده بوده که کسانی از راستگویان برگزیده شوند و کارشان همان گواهی باشد. باینمعنی در پیرامون هر داوری چند تن باشند که هرکه نیاز پیدا کرد، دو تن از آنانرا گواه وام دادن گرداند و سپس هم که نیاز افتاد بیایند و در نزد داور گواهی دهند. این کسان را خلیفه برمی‌گزیده و «عدول» نامیده می‌شده‌اند. این «عدول» برای دو کار می‌بوده‌اند: یکی آنکه وامی که داده می‌شود با آگاهی آنها باشد. دیگری آنکه اگر وامگیر انکار کرد و کار ب دعوی کشید اینان بیایند و گواهی دهند. لیکن کم‌کم کسانی پیدا شده‌بودند که تنها به کار دوم می‌پرداخته‌اند. باینمعنی کسیکه دعوایی پیدا می‌کرده، راست و دروغ، می‌توانسته که دو تن از «عدول» را مزدور گیرد که آنان بیایند و به سود او گواهی دهند. اینگونه «عدول» چندان فراوان می‌بوده‌اند که کارشان به رسوایی کشیده و خودبخود از میان رفته‌اند. در تبریز تا صد سال پیش از دوران مشروطه می‌بوده‌اند و داستانهایی از آنان یادگار مانده‌است. 

### محضر شرع
محاضر شرع نهادهایی حقوقی و دینی بودند که پیش از مشروطیت و تا اندکی پس از آن به تنظیم روابط حقوقی عامه مردم می‌پرداختند. در گذشته و قبل از مشروطیت در هر شهر و قصبه‌ای به نسبت جمعیت و اهمیت اجتماعی یک یا چند محضر کوچک و بزرگ برای ثبت و تصدیق معاملات غیرمنقول و نکاح و طلاق و غیره تشکیل می‌شد. هر محضر توسط یک مجتهد مسلم و معروف اداره می‌شد و او چند روحانی درس خوانده و ملا شده را به عنوان معاون و دستیار برمی‌گزید و سند معاملات معمولاً به وسیلهٔ معاونین و بخط آن‌ها و گاهی با مهر و امضای آن‌ها تنظیم می‌شد، ولی تسجیل معاملات مهم محتاج به مداخله و توجه و تصمیم نهایی و امضای مجتهد بزرگ بود.
این نهاد جدای از حاکمیت بود و اختیارات و صلاحیتهای محاضر، از حکم پادشاه نشئت نمی‌گرفت. صاحبان محضر علماء و مجتهدینی بودند که تخصص و مرجعیتشان محل تردید نبود و هویت دینی و شخصیت اجتماعی آن‌ها به نوشته‌هایشان اعتبار می‌بخشید. آن‌ها بواسطه ریشه‌هایی که در فرهنگ سنتی و دینی ایران داشتند، قدرت و اعتبار خود را بر حکومت و نهادهای ناشی از قدرت عمومی تحمیل می‌کردند. در عین حال در تعاملی مثبت و فعال با حاکمیت قرار داشته و در کنار حاکمان ایفای نقش می‌نمودند.

## پس از مشروطه
با تصویب قانون محاضر شرعیه و حکام صلحیه که چند سال پس از تصویب قانون اساسی مشروطه، به تصویب رسید، هر محضر عبارت بود از یک‌نفر مجتهد جامع‌الشرایط که حاکم محضر نامیده می‌شد به همراه دو نفر معاون قریب الاجتهاد.

## در دوران رضا شاه
جریان نوسازی سیاسی در ایران با جدیت بدنبال تفکیک نهاد قدرت از نهاد مذهب بود، ولی تا زمان ورود قشر تحصیلکرده، تصدی بسیاری از پست‌ها و کرسی‌ها به ویژه در نهادهای قضایی و قانونگذاری همچنان در انحصار مجتهدان ولو در لباس جدید باقی ماند.
با تصویب قانون ۱۳۰۲ و ایجاد «اداره ثبت اسناد» دولت به صورتی رسمی در مقام تحقیر روحانیان و سلب اعتماد مردم از بعضی از آنان و بی‌اعتبار جلوه‌دادن اسناد تسجیل شده از طرف آنان برآمد؛ در این فاصله اسناد در ادارهٔ ثبت اسناد و املاک و نزد کارمندان رسمی دولت تنظیم می‌شدند. این کارمندان، همان منشی‌ها (محررین) و اعضای اداری محاکم و محاضر سابق بودند که امرار معاش آن‌ها مختل شده بود و حاضر به همکاری با دولت شده بودند ولی هیچ‌یک از حکام و صاحبان محاضر راضی به همکاری با دولت نشدند و از همکاری نزدیکان و محرران کارآزموده خود با «دولت» ممانعت بعمل می‌آوردند.
با تصویب قانون ۱۳۱۰ که با الهام از قوانین مربوط به شغل سردفتری در فرانسه و بلژیک (Notariat) تنظیم شده بود، دوباره «محاضر» تحت عنوان «دفتر رسمی» ولی به صورتی منظم و مبتنی بر قوانین و مقررات، رسمیت یافتند و «محاضر رسمی» جانشین «محاضر شرعی» گردیدند؛ و بسیاری از «مجتهدین جامع‌الشرایط» که با تصویب قانون پیشین از تنظیم و تسجیل اسناد محروم شده بودند، دوباره به نام «صاحب دفتر» به کار سابق خود بازگشتند. هرچند وجهه روحانی خود را ازدست دادند و دیگر جزو «علمای روحانی» محسوب نگشتند. طبق قانون جدید رسمیت دادن دفتر منوط به: «تعهد رسمی صاحب دفتر به تبعیت از قوانین و نظامات وزارت عدلیه» شده بود (ماده ۸۳) مرحوم داور اصرار داشت تصدی «محاضر رسمی» را به مجتهدین و روحانیون درجه یک هر شهر بسپارد ولی علمای درجه یک به دلیل اینکه مجتهد بودند، رعایت قوانین حکومتی و پذیرش دستورها «وزارت عدلیه اعظم» یا «اداره ثبت اسناد و املاک» را شرعاً برای خود جایز نمی‌دانستند. آن‌ها از ثبت معاملات ربوی و از ثبت معاملاتی که محظور و حرام شرعی در آن وجود داشت حذر داشتند. برخی از این روحانیون در اولین فرصت ممکن از این سمت شانه خالی کردند و «محضر» را به پسران و آقازادگان خود واگذار نمودند.
در دوران حکومت پهلوی دوم دفاتر اسناد رسمی مجری اوامر محمدرضا پهلوی در اجرای اصول انقلاب شاه و مردم بودند و اسناد کشاورزان در اجرای اصلاحات ارضی در ایران در این دفاتر نوشته و امضا می‌شد.
محضر شرع یا محاضر شرع نهادهایی حقوقی و دینی بودند که پیش از مشروطیت و تا اندکی پس از آن به تنظیم روابط حقوقی عامه مردم می‌پرداختند. کارکردهای این نهاد، صلاحیتهای ترافعی و غیرترافعی را در برمی گرفت. صاحبان محضر علماء و مجتهدینی بودند که تخصص و مرجعیتشان محل تردید نبود و هویت دینی و شخصیت اجتماعی آنها به نوشته‌هایشان اعتباری کافی می‌بخشید. در گذشته و قبل از مشروطیت در هر شهر و قصبه‌ای به نسبت جمعیت و اهمیت اجتماعی یک یا چند محضر کوچک و بزرگ برای ثبت و تصدیق معاملات غیرمنقول و نکاح و طلاق و غیره تشکیل می‌شد. هر محضر توسط یک مجتهد مسلم و معروف اداره می‌شد و او چند روحانی درس خوانده و ملا شده را بعنوان معاون و دستیار برمی‌گزید و سند معاملات معمولاً بوسیله معاونین و بخط آنها و گاهی با مهر و امضای آنها تنظیم می‌شد، ولی تسجیل معاملات مهم محتاج به مداخله و توجه و تصمیم نهایی و امضای مجتهد بزرگ بود.
مطالعه این نهاد برای شناخت ارتباطات حقوقی و روابط اقتصادی در جامعه ایرانی قبل از مشروطه و چگونگی ظهور نهادهای نوین حقوقی و سیاسی و پیچیدگی ساختار قدرت در جوامع سنتی همچون ایران ضروری است.
بسیاری از کارهایی را که امروزه دستگاه قضایی انجام می‌دهد، در آن زمان با کمترین امکانات اداری در محاضر شرع انجام می‌گرفت. محاضر شرع وسیله ارتباط مردم با روحانیان بود. در سال ۱۳۰۶ ش. لایحه تشکیلات عدلیه (دادگستری) و قوانین مربوط به آنان، به مجلس شورای ملی رفت. تصویب این قانون، ضربه سختی بر روحانیت وارد کرد. در نتیجه، دستگاه روحانیت مستقل فروپاشید.
این نهاد بخشی از اداره امور حاکمیتی را در جامعه بعهده داشت ولی جدای از حاکمیت بود و در چهارچوب ساختار رسمی حکومت قرار نمی‌گرفت. اختیارات و صلاحیتهای محاضر، از حکم پادشاه نشئت نمی‌گرفت. محاضر بواسطه ریشه‌هایی که در فرهنگ سنتی و دینی ایران داشتند، قدرت و اعتبار خود را بر حکومت و نهادهای ناشی از قدرت عمومی تحمیل می‌کردند و در عین حال در تعاملی مثبت و فعال با حاکمیت قرار داشته و در کنار حاکمان ایفای نقش می‌نمودند.
جریان نوسازی سیاسی در ایران تفکیک نهاد قدرت از نهاد مذهب را با جدیت دنبال می‌کرد، و باعث شد علماء و مجتهدان به تدریج نقش خود را که به بخشهای حاکمیتی تحمیل کرده بودند از دست دادند و نهادهایی همچون محاضر شرع از سکه افتادند. د؛ ولی تا زمان ورود قشر تحصیل کرده که محصول تعلیم و تربیت در نهادهای نوین آموزش داخل و خارج کشور بودند، تصدی بسیاری از پستها و اشغال بسیاری از کرسیها بویژه در نهادهای قضایی و قانونگذاری همچنان در اختیار و انحصار علماء و مجتهدان ولو در لباس جدید باقی ماند.
قانون محاضر شرعیه و حکام صلحیه چند سال پس از تصویب قانون اساسی مشروطه، به تصویب کمیسیون قوانین عدلیه مجلس شورای ملی رسید. طبق ماده ۳ این قانون هر محضر عبارت بود از یک‌نفر مجتهد جامع‌الشرایط که حاکم محضر نامیده می‌شد به همراه دو نفر معاون قریب الاجتهاد.
بعدها مرحوم علی‌اکبر داور قانون ثبت اسناد و قانون ثبت املاک را به تصویب رسانید.
در فاصلهٔ اجرای قانون ۱۳۰۲ و اجرای قانون ۱۳۱۰ شمسی، اسناد در ادارهٔ ثبت اسناد و املاک و نزد افرادی که کارمندان رسمی دولت بودند تنظیم می‌شد. این افراد منشی‌ها (محررین) و اعضای اداری محاکم و محاضر سابق بودند که امرار معاش آنها در محاضر مختل شده بود. در این فاصله هیچ‌یک از حکام و صاحبان محاضر شرع راضی به همکاری با دولت نشدند و از همکاری نزدیکان و محرران کارآزموده خود با «دولت» ممانعت بعمل می‌آوردند. با تصویب قانون ۱۳۰۲ و ایجاد «اداره ثبت اسناد» دولت به صورتی رسمی در مقام تحقیر روحانیان و سلب اعتماد مردم از بعضی از آنان و بی‌اعتبار جلوه‌دادن اسناد تسجیل شده از طرف آنان برآمد؛ ولی با تصویب قانون ۱۳۱۰ که با الهام از قوانین مربوط به شغل سردفتری در فرانسه و بلژیک (Notariat) تنظیم شده بود، دوباره «محاضر» را تحت عنوان «دفتر رسمی» ولی به صورتی منظم و مبتنی بر قوانین و مقرراتی که خود وضع و اجرا می‌کرد، رسمیت داد و «محاضر رسمی» جانشین «محاضر شرعی» گردید؛ بنابراین بسیاری از «مجتهدین جامع‌الشرایط» که با تصویب قانون پیشین از تنظیم و تسجیل اسناد محروم شده بودند، دوباره به نام «صاحب دفتر» موضوعیت یافتند و به کار سابق خود مشغول شدند هرچند وجهه روحانی خود را ازدست دادند و دیگر در جزو «علمای روحانی» محسوب نگشتند.
طبق این قانون رسمیت دادن دفتر منوط به: «تعهد رسمی صاحب دفتر به تبعیت از قوانین و نظامات وزارت عدلیه» شده بود (ماده ۸۳) مرحوم داور اصرار داشت تصدی «محاضر رسمی» را به مجتهدین و روحانیون درجه یک هر شهر بسپارد ولی علمای درجه یک به دلیل اینکه مجتهد بودند، خود را ملزم به رعایت قوانین حکومتی و پذیرش دستورها «وزارت عدلیه اعظم» یا «اداره ثبت اسناد و املاک» نمی‌دانستند تصدی چنین محضری را شرعاً برای خود جایز نمی‌دانستند. آنها ثبت «معاملات ربوی» را برای خود حرام می‌پنداشتند و از ثبت معاملاتی که محظور و حرام شرعی در آن وجود داشت حذر می‌کردند. برخی از این روحانیون در اولین فرصت ممکن از این سمت شانه خالی کردند و «محضر» را به پسران و آقازادگان خود واگذار نمودند.
با تصویب قانون ثبت سال ۱۳۱۰ حرفهٔ ثبت و تنظیم اسناد به افراد صاحب صلاحیتی که کارمند دولت نیستند، اما تحت نظارت دولت هستند، واگذار گردید.
با تصویب قانون ثبت اسناد و قانون ثبت املاک توسط مرحوم علی‌اکبر داور و «محاضر رسمی» جانشین «محاضر شرعی» گردید.